# Ángel Rodríguez (periodista)
Ángel Rodríguez Berriguete (Madrid, 5 de abril de 1966) es un periodista español de ámbito deportivo.

## Trayectoria
Realizó sus estudios en el Colegio Salesianos de Estrecho de Madrid.
Comienza su carrera periodística hacia 1986 en Radiocadena Española, para continuar después en Radio 5 y Radio 1 de RNE. En 1992 se incorpora a Antena 3 de Radio, de donde pasa a la Cadena SER. Durante los tres años que trabaja en esta emisora se ocupa de la información sobre el Atlético de Madrid y presenta ocasionalmente SER Deportivos y El larguero. RNE vuelve a ficharlo en 1996: aquí cubrió cuatro finales de la Liga de Campeones y formó parte del equipo que realizaba las retransmisiones de los encuentros de la Selección Española de Fútbol.
En 2002 se incorpora a Onda Cero como redactor jefe de deportes y en la primavera de 2004 es nombrado director de esta área informativa. Presentó, mientras tanto, la sección de deportes de los informativos de Antena 3. Dirigió y presentó el espacio deportivo Al primer toque desde el verano de 2007 hasta el 7 de julio de 2012, en que fue apartado de su cargo.
Fue director de comunicación del Málaga Club de Fútbol entre el 26 de julio de 2013 y el 30 de junio de 2015.
Ha estado presente en los Mundiales de Fútbol de Francia, Corea y Japón y Alemania; en las Eurocopas de 2000 y 2008 y en los Juegos Olímpicos de Atenas 2004. También ha seguido, como enviado especial, las ediciones del Tour de Francia de 1999, 2000 y 2002.